# ISIC de Kountia
Pour les articles homonymes, voir ISIC.
Institut Supérieur de l'Information et de la Communication (ISIC-Kountia) est un établissement d'enseignement supérieur public qui forme des journalistes et communicants de Guinée, situé à Kountia dans la préfecture de Coyah.
Créé en 2006 et placé sous la tutelle du ministère de l'Enseignement supérieur et de la Recherche scientifique.

## Localisation
L'ISIC est situé à Kountia-Nord dans la préfecture de coyah.

## Programmes
L'ISIC de Kountia propose deux programmes :
- Programme de Communication
- Etudes de communication: communication sociale et communication d'entreprise
- Programme de journalisme
- Presse écrite
- Journalisme audiovisuel.

- Programme de Master

1. Master en Communication Publique
2. Master en Communication Politique

## Partenariats
L'ISIC de Kountia a tissé des partenariats avec des institutions, radios, télévision, entreprises, presse et journaux en république de Guinée et à l'étranger notamment ISIC Rabat, Hirondelle Guinée, OSIWA (en), Espace FM et TV, Djoma FM et TV.